# Moses Ashikodi
Moses Ashikodi, nigerijski nogometaš, * 27. junij 1987, Lagos, Nigerija.
Ashikodi je nekdanji nogometaš, ki je igral na položaju napadalca za večje število angleških nižje-ligaških klubov ter reprezentanco Antigve in Barbude.